# تپه اقبالیه
تپه اقبالیه مربوط به تا دوران‌های تاریخی پس از اسلام است و در شهرستان قزوین، بخش مرکزی، دهستان آقابابا واقع شده و این اثر در تاریخ ۲۲ مرداد ۱۳۸۴ با شمارهٔ ثبت ۱۳۲۴۹ به‌عنوان یکی از آثار ملی ایران به ثبت رسیده است.
دکتر میراسکندری در کاوش‌های باستان‌شناسی این تپه، آثاری از دوره اشکانی، ساسانی، سلجوقی، ایلخانی، صفوی و حتی قاجاری یافت نمودند. تکثر آثار و توالی زمانی ادوار مختلف تاریخی نشانگر اهمیت فوق‌العاده این محل طی فراز و نشیب تاریخ بوده است.
شهرداری اقبالیه در سال ۹۶ با اعلام نیاز شهر به بوستان و فضای سبز و با توجه به اینکه این تپه محل تجمع سگ‌های ولگرد شده است، اقدام به احداث بوستان در این محل نمود. ساخت سرویس بهداشتی، حوضچه‌های آبنما، جدول گذاری و مواردی از این دست تیر خلاصی بر پیکره نیمه جان این تپه باستانی بود. 